# Maja Klepić
Maja Klepić (Sarajevo, 23 mei 1988) is een Bosnisch voormalig alpineskiester. Ze nam eenmaal deel aan de Olympische Winterspelen, maar behaalde geen medaille. 

## Carrière
Klepić nam nog nooit aan een wereldbekerwedstrijd.
Op de Olympische Winterspelen 2010 in Vancouver was een 52e plaats op de reuzenslalom haar beste resultaat.

## Resultaten

### Wereldkampioenschappen
| Jaar | Plaats                 | Resultaten                    |
| ---- | ---------------------- | ----------------------------- |
| 2005 | Bormio                 | DSQ1 Slalom                   |
| 2007 | Åre                    | DNF1 Slalom                   |
| 2009 | Val d'Isère            | DNF1 Slalom DNF1 Reuzenslalom |
| 2011 | Garmisch-Partenkirchen | DNS1 Reuzenslalom DNF1 Slalom |

### Olympische Spelen
| Jaar | Plaats    | Resultaten                   |
| ---- | --------- | ---------------------------- |
| 2010 | Vancouver | 52e Reuzenslalom DNF2 Slalom |